# Ludwig Huber (Biologe)
Ludwig Huber (* 25. Juli 1964 in Neunkirchen, Niederösterreich) ist Verhaltensbiologe, Kognitionswissenschaftler und Universitätsprofessor an der Veterinärmedizinischen Universität Wien.

## Leben
Huber studierte in Wien Biologie, Philosophie sowie Wissenschaftstheorie und wurde Assistent bei Rupert Riedl. Huber promovierte 1991 und habilitierte sich im Jahr 2000 an der Universität Wien. Er spezialisierte sich auf die Untersuchung der Wahrnehmungs- und Erkenntnisleistungen von Tieren und arbeitete mit unterschiedlichen Arten wie Tauben, Keas, Hunden und Marmosetten. Zudem leitete er zwischen 1995 und 2003 vertretungsweise die Abteilung für Theoretische Biologie am Institut für Zoologie der Universität Wien. 2005 etablierte er den Forschungsschwerpunkt Kognitionsbiologie an der Fakultät für Lebenswissenschaften der Universität Wien.
Seit 2010 leitete er das von ihm mitgegründete Department für Kognitionsbiologie an der Universität Wien; seit Oktober 2011 leitet er als Professor für Naturwissenschaftliche Grundlagen des Tierschutzes und der Mensch-Tier-Beziehung den Schwerpunkt Vergleichende Kognitionsforschung im Messerli-Institut für Mensch-Tier-Beziehung, das an der Veterinärmedizinischen Universität Wien angesiedelt wurde. Im selben Jahr wurde ihm auch gemeinsam mit drei Koautoren (Anna Wilkinson, Isabella Mandl und Natalie Sebanz) der Ig-Nobelpreis für Physiologie verliehen.
Huber ist Mitglied des Konrad Lorenz Institut für Evolutions- und Kognitionsforschung in Altenberg bei Wien und seit 2005 Gastprofessor an der Karls-Universität Prag. 2024 erhielt Huber einen Wissenschaftspreis des Landes Niederösterreich.

## Schriften
- Gestalten, Konzepte und nonverbale Begriffe. Eine vergleichende Untersuchung täubischer und menschlicher Kategorisierung. Dissertation, Wien 1991.
- Visual categorization in pigeons. Habilitationsschrift, Wien 2000.
- Wie das Neue in die Welt kommt. Phasenübergänge in Natur und Kultur. WUV, Wien 2000, ISBN 3-85114-549-6. – als Herausgeber
- Das rationale Tier. Eine kognitionsbiologische Spurensuche. Suhrkamp, Berlin, 2021, ISBN 978-3-518-58771-3.